# Ленуар-Сіті (Теннессі)
Ленуар-Сіті (англ. Lenoir City) — місто (англ. city) в США, в окрузі Лаудон штату Теннессі. Населення — 10 117 осіб (2020).

## Географія
Ленуар-Сіті розташований за координатами 35°48′39″ пн. ш. 84°16′45″ зх. д. / 35.81083° пн. ш. 84.27917° зх. д. (35.810717, -84.279205).  За даними Бюро перепису населення США в 2010 році місто мало площу 22,04 км², з яких 21,97 км² — суходіл та 0,07 км² — водойми.

### Клімат
| Клімат : Ленуар-Сіті  | Клімат : Ленуар-Сіті | Клімат : Ленуар-Сіті | Клімат : Ленуар-Сіті | Клімат : Ленуар-Сіті | Клімат : Ленуар-Сіті | Клімат : Ленуар-Сіті | Клімат : Ленуар-Сіті | Клімат : Ленуар-Сіті | Клімат : Ленуар-Сіті | Клімат : Ленуар-Сіті | Клімат : Ленуар-Сіті | Клімат : Ленуар-Сіті | Клімат : Ленуар-Сіті |
| Показник              | Січ.                 | Лют.                 | Бер.                 | Квіт.                | Трав.                | Черв.                | Лип.                 | Серп.                | Вер.                 | Жовт.                | Лист.                | Груд.                | Рік                  |
| Середній максимум, °C | 8,3                  | 10,6                 | 16,1                 | 21,7                 | 25,6                 | 29,4                 | 31,1                 | 31,1                 | 27,8                 | 22,2                 | 16,1                 | 10,0                 | 21,1                 |
| Середній мінімум, °C  | −3,3                 | −2,2                 | 2,8                  | 7,2                  | 12,2                 | 17,2                 | 19,4                 | 18,9                 | 15,0                 | 7,8                  | 2,8                  | −1,1                 | 8,3                  |
| Норма опадів, мм      | 122                  | 114                  | 137                  | 114                  | 119                  | 99                   | 130                  | 97                   | 94                   | 76                   | 107                  | 127                  | 1334                 |
| --------------------- | -------------------- | -------------------- | -------------------- | -------------------- | -------------------- | -------------------- | -------------------- | -------------------- | -------------------- | -------------------- | -------------------- | -------------------- | -------------------- |
| Джерело: Weatherbase  |                      |                      |                      |                      |                      |                      |                      |                      |                      |                      |                      |                      |                      |

## Демографія
Згідно з переписом 2010 року, у місті мешкали 8642 особи в 3369 домогосподарствах у складі 2183 родин. Густота населення становила 392 особи/км².  Було 3703 помешкання (168/км²).
Расовий склад населення:
| - 87,3 % — білих - 1,6 % — чорних або афроамериканців - 0,6 % — азіатів - 0,5 % — корінних американців - 0,3 % — вихідців з тихоокеанських островів - 8,0 % — осіб інших рас |

До двох чи більше рас належало 1,8 %. Частка іспаномовних становила 17,5 % від усіх жителів.
За віковим діапазоном населення розподілялося таким чином: 27,0 % — особи молодші 18 років, 60,7 % — особи у віці 18—64 років, 12,3 % — особи у віці 65 років та старші. Медіана віку мешканця становила 33,2 року. На 100 осіб жіночої статі у місті припадало 94,7 чоловіків;  на 100 жінок у віці від 18 років та старших — 89,5 чоловіків також старших 18 років.
Середній дохід на одне домашнє господарство  становив 45 188 доларів США (медіана — 35 163), а середній дохід на одну сім'ю — 48 713 долари (медіана — 40 710). Медіана доходів становила 40 439 доларів для чоловіків та 25 341 долар для жінок. За межею бідності перебувало 27,8 % осіб, у тому числі 46,3 % дітей у віці до 18 років та 9,9 % осіб у віці 65 років та старших.
Цивільне працевлаштоване населення становило 3655 осіб. Основні галузі зайнятості: освіта, охорона здоров'я та соціальна допомога — 18,0 %, виробництво — 16,7 %, роздрібна торгівля — 14,8 %.